# 矢巾パーキングエリア
矢巾パーキングエリア（やはばパーキングエリア）は、岩手県紫波郡矢巾町上矢次にある東北自動車道のパーキングエリア (PA)。矢巾スマートインターチェンジを併設する。

## 道路
- E4 東北自動車道（40-1番）

## 施設

### 上り線（仙台・福島方面）
- 管理：ネクスコ東日本エリアトラクト[1]
- 運営：ファミリーマート[2]
- 駐車場[2]
  - 大型 12台
  - 小型 30台
- トイレ[2]
  - 男性 大3（和式1・洋式2）・小5
  - 女性 8（和式1・洋式7）
  - 障がい者等用 共用1
- コンビニエンスストア「ファミリーマート」（24時間）[2][3]
- イーネット ATM（24時間）
- 自動販売機
- 自動体外式除細動器 (AED)
- ウォークインゲート[2]

### 下り線（青森・八戸方面）
- 管理：ネクスコ東日本エリアトラクト[1]
- 運営：KYコーポレーション[4]
- 駐車場[4]
  - 大型 12台
  - 小型 30台
- トイレ[4]
  - 男性 大3（和式1・洋式2）・小5
  - 女性 8（和式1・洋式7）
  - 障がい者等用 共用1
- コンビニエンスストア「ファミリーマート」（24時間）[5]
- イーネット ATM（24時間）
- 自動販売機
- 自動体外式除細動器 (AED)
- ウォークインゲート[4]

## 矢巾スマートインターチェンジ

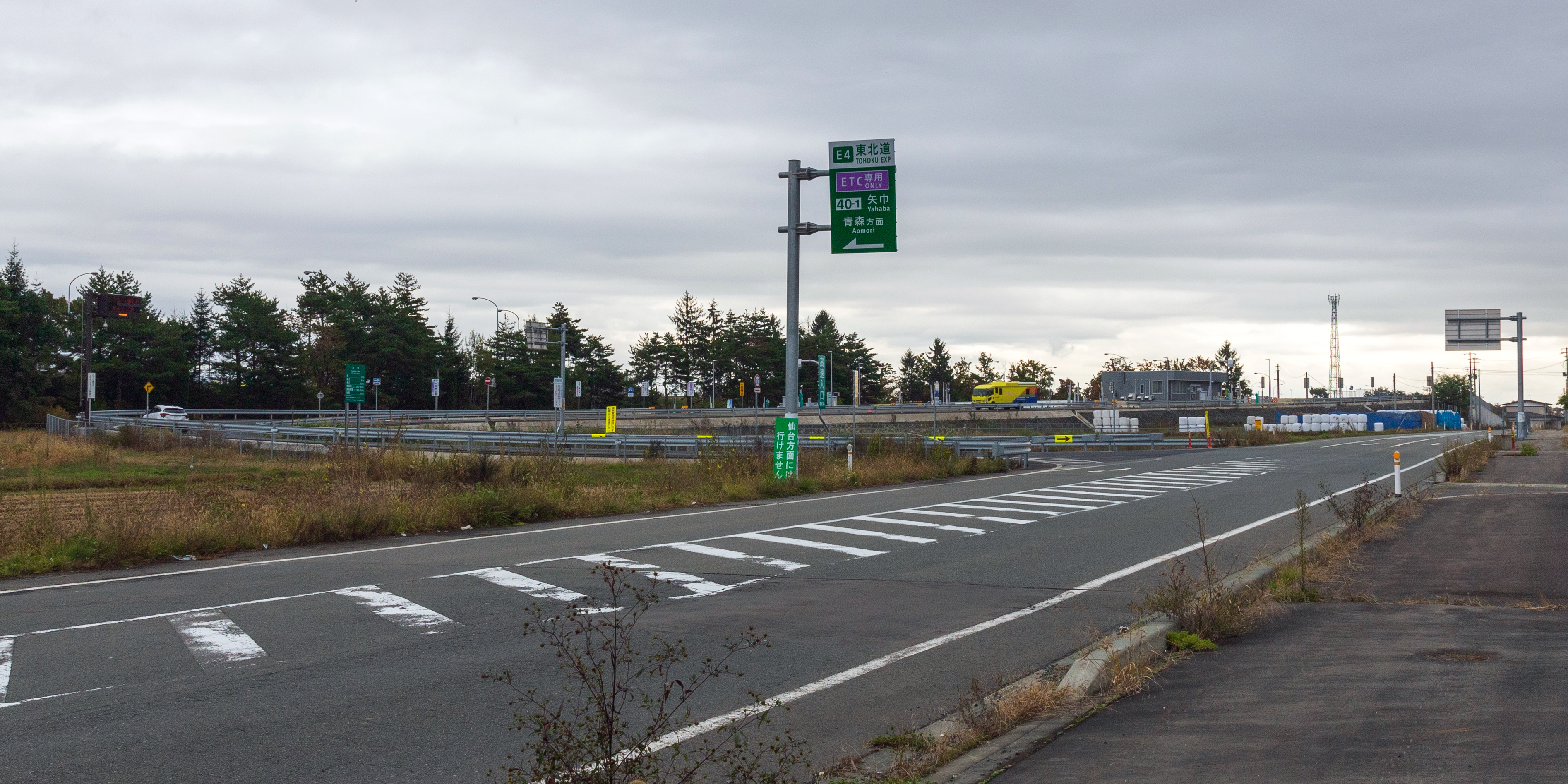
下り線出入口

矢巾スマートインターチェンジ（やはばスマートインターチェンジ）は、矢巾パーキングエリアに併設のスマートインターチェンジ (SIC) である。
2018年（平成30年）3月24日に供用を開始、岩手県内で最初のSICとなった。利用可能車種はETC搭載の全車種で24時間運用。上下線ともに出入可となっている。
上り線は岩手県道120号不動盛岡線、下り線は町道堤川目線にそれぞれ接続する。

### 歴史
- 2013年（平成25年）6月11日：連結許可[6]。
- 2016年（平成28年）5月28日：着工[7]。
- 2018年（平成30年）3月24日：供用開始[8][7]。

## 周辺
- 矢巾町役場
- 田園ホール（矢巾町文化会館）
- JR東日本東北本線 矢幅駅
- 岩手医科大学本部
- 岩手医科大学附属病院
- 岩手県立不来方高等学校

## 隣
E4 東北自動車道
(40) 紫波IC - (40-1) 矢巾PA/SIC - (41) 盛岡南IC